# ケツの穴 〜中級篇〜
『ケツの穴 〜中級篇〜』は、日本の音楽グループケツメイシの3枚目のライブDVDである。2006年3月8日発売。発売元はトイズファクトリー。

## 概要
- 二枚組。一枚目は2005年に行われたワンマンツアー『女将さん!!もうこんなに入ってますけど、よろしいんでしょうかFES平成17年』から代々木第一体育館にて行われたライブを、二枚目には特典映像を収録。

## 収録曲

### DISC1
1. はじまりの合図
2. 痔持ち一代
3. 歩いてく
4. ドライブ
5. No Lady No Life
6. そばにいて
7. 三十路ボンバイエ
8. 上がる
9. 君にBUMP
10. ビールボーイ
11. 東京
12. トモダチ
13. 願い
14. 涙
15. さくら
16. ケツメンサンバ
17. 夏の思い出
18. 幸せをありがとう
19. ビールボーイ

### DISC2
1. オフショット秘蔵映像
2. 沖縄LIVE映像
3. ライブフォトギャラリー